# Małgorzata Duczmal
Małgorzata Duczmal (ur. 1946) – polska historyk i pisarka, doktor nauk humanistycznych.

## Życiorys
Uzyskała stopień naukowy doktora nauk humanistycznych na podstawie rozprawy Wczesnokapitalistyczne kupiectwo Szczecina w XVI wieku i jego międzynarodowe kontakty. Promotorem był Zygmunt Boras.
Za książkę Jagiellonowie (1996) otrzymała w 1997 Nagrodę Klio Porozumienia Wydawców Książki Historycznej.